# Michal Rusnák
Michal Rusnák (13. srpna 1923 – 20. prosince 2003) byl slovenský a československý politik Komunistické strany Slovenska, poslanec Sněmovny národů Federálního shromáždění za normalizace.

## Biografie
Pocházel z chudé dělnické rodiny, dětství strávil v obci Bokša. Po absolvování vojenské služby se stal stoupencem zakládání Jednotných zemědělských družstev. Podílel se roku 1949 na vzniku JZD v Bokši coby prvního takového družstva v okrese Stropkov a působil jako předseda tohoto JZD. Pak odešel pracovat na Okresní národní výbor ve Stropkově. Vzhledem k zhoršení ekonomické situace JZD v Bokši se ale vrátil na post jeho předsedy. Zároveň působil v čele MNV. Podílel se na elektrifikaci obce a zavedení vodovodu. V roce 1973 se po sloučení JZD Bokša s JZD Stropkov stal předsedou spojeného podniku, který postupně nabíral další menší družstva z regionu, až se stal jedním z největších na Slovensku. Jako předseda JZD se uvádí i k roku 1971 a 1976. V roce 1961 byl předsedou MNV v Stropkově.
Ve volbách roku 1971 zasedl do slovenské části Sněmovny národů (volební obvod č. 147 - Svidník, Východoslovenský kraj). Mandát obhájil ve volbách roku 1976 (obvod Svidník), volbách roku 1981 (obvod Svidník) a volbách roku 1986 (obvod Svidník). Ve Federálním shromáždění setrval do konce funkčního období, tedy do svobodných voleb roku 1990. Netýkal se ho proces kooptace do Federálního shromáždění po sametové revoluci.